# Oleksiy Honcharuk
Oleksiy Valériyovich Honcharuk (en ucraniano: Олексі́й Вале́рійович Гончару́к; nacido el 7 de julio de 1984 en  Zhmérynka, óblast de Vínnitsa, RSS de Ucrania) es un abogado y político ucraniano. Fue primer ministro de Ucrania desde el 29 de agosto de 2019 hasta el 4 de marzo de 2020.
Antes de este nombramiento, Honcharuk era abogado y, desde el 28 de mayo de 2019, Jefe Adjunto de la Oficina del Presidente de Ucrania, Volodímir Zelenski.
Previo a estos nombramientos, en las elecciones parlamentarias ucranianas de 2014 intentó sin éxito ser elegido como diputado de la formación Fuerza Popular. Luego se convirtió en asesor del Viceprimer Ministro Stepan Kubiv.  También dirigió el Centro de Análisis BRDO, financiado por la Unión Europea y con sede en Kiev, desde 2015, cuyo objetivo es la simplificación del sistema de regulación estatal en las relaciones entre el estado y las empresas. A finales de 2018, Honcharuk cocreó la ONG liberal "Las Personas son Importantes".

## Ingresos
Para 2018, declaró 1 815 000 000 UAH y un Jaguar X-Type 2007.